# Kalpona Akter
Kalpona Akter (Chandpur, Bangladés, 1976) es la directora ejecutiva del Bangladesh Center for Worker Solidarity (BCWS)-Centro de Bangladés para la Solidaridad de los Trabajadores, premio Alison Des Forges de Human Rights Watch por su activismo por los derechos humanos.

## Biografía
Kalpona comenzó a trabajar por problemas familiares en la industria de la confección cuando tenía 12 años y trabajando unas 400 horas al mes, ganaba 6 dólares. Cuando era una adolescente de 15 años, intentó reivindicar sus derechos laborales. Fue despedida, a la cárcel y puesta en la lista negra por intentar formar un sindicato en su fábrica. A los 16 años, consiguió ser la representante sindical de la empresa en la que estaba trabajando.
Kalpona es una defensora de los derechos laborales reconocida internacionalmente y ha participado en las Naciones Unidas y las reuniones informativas para miembros del Congreso de los EE. UU. entre otras, para denunciar las condiciones deplorables a las que se enfrentan las trabajadoras de la confección de Bangladés a diario.
Ha sido entrevistada extensamente por medios internacionales, como The Guardian, Democracy Now y BBC, particularmente tras del incendio de Tazreen Fashions y el colapso del edificio Rana Plaza.
Bangladesh Center for Worker Solidarity (BCWS)-Centro de Bangladés para la Solidaridad de los Trabajadores (BCWS) es considerado por el movimiento internacional de los derechos laborales y por las compañías multinacionales de indumentaria como una de las organizaciones laborales de base más efectivas en el país. Levi Strauss & Co. Lha dicho de BCWS "una organización de derechos laborales respetada a nivel mundial, que ha jugado un papel vital a la hora de documentar y trabajar para remediar las violaciones laborales en la industria textil en Bangladesh".
En 2013  gracias a un inversor tomó la palabra durante unos minutos en la junta de accionistas de Walmart ante 14.000 inversores reivindicando fábricas más seguras y mejores condiciones laborales para las trabajadoras. Como sindicalista, parte de su labor consiste en documentat y relatar en el mundo lo que está ocurriendo en Bangladés.

## Premios y reconocimientos
- 2016 – Premio Alison Des Forges de Human Rights Watch por su activismo por los derechos humanos.[9][10]